# Teologia decisionista
La teologia decisionista è l'insieme delle persuasioni teologiche che stanno alla base della prassi evangelistica in auge presso molte moderne chiese e movimenti evangelicali, in cui tipicamente, dopo aver presentata l'opera  salvifica di Cristo (cioè il nucleo dell'Evangelo, secondo cui Cristo pagò per i nostri peccati sulla croce riscattadoci), si fa appello a che la persona decida consapevolmente di accogliere Cristo nella propria vita e che ciò risulti nella propria conversione e salvezza. Tutto questo presuppone che una persona, dopo aver ascoltato il messaggio dell'Evangelo, grazie all'opera dello Spirito Santo che lo convince della propria necessità della salvezza abbia di fatto la capacità di rispondere col suo sì al Sì che Dio gli ha già detto in Cristo. Abbandonarsi nelle mani di Dio o arrendersi al suo amore sono i termini che meglio descrivono questa scelta la cui portata è ritenuta tale da determinare il destino eterno della propria anima. 
Ad ogni modo, non va dimenticato come quasi mai si manchi di pregare per chi compie tale scelta e di accompagnarlo in un percorso di catechesi. A seguito della decisione personale di "seguire Cristo", sarà poi l'opera dello Spirito Santo a rendere, passo dopo passo, ogni persona conforme alla "volontà di Dio".
C'è poi un altro aspetto. Nel Nuovo Testamento si parla dello Spirito Santo come "convincitore di peccato", pertanto, la decisione di seguire Cristo non potrà aver luogo se non per opera dello Spirito Santo in questa persona.
L'approccio decisionista all'evangelizzazione è stato popolarizzato dalle campagne evangelistiche di Billy Graham come risulta dal titolo stesso dato ai suoi programmi radio-televisivi e pubblicazioni, vale a dire "L'ora della decisione". Così, ad esempio, viene presentato il libro dallo stesso titolo (Edizioni Centro Biblico, Napoli): "Nel corso della nostra vita prendiamo delle decisioni importanti che sono determinanti per il nostro futuro, per la nostra vita lavorativa, per il nostro matrimonio, ed anche per quelli che ci stanno vicino. Non potremmo, però prendere decisione più importante di quella che determina il nostro rapporto con Dio, il cambiamento della nostra personalità, e principalmente il nostro futuro eterno".